# بيل روبنسون (لاعب كرة قدم أسترالية أسترالي)
بيل روبنسون (بالإنجليزية: Bill Robinson)‏ هو لاعب كرة قدم أسترالية أسترالي، ولد في 6 سبتمبر 1908 في Korong Vale, Victoria ‏ في أستراليا، وتوفي في 11 يوليو 1968 في Northcote, Victoria ‏ في أستراليا.

## وصلات خارجية
- بيل روبنسون على موقع AustralianFootball.com (الإنجليزية)
- بيل روبنسون على موقع AFLtables.com (الإنجليزية)